# English Electric Part One
English Electric Part One ist das siebte Studioalbum der englischen Retro-Prog-Band Big Big Train. Es wurde am 3. September 2012 veröffentlicht.

## Hintergrund
Das bandeigene Label „Treefrog“ wurde zwischen 2004 und 2007 in „English Electric Recordings“ umbenannt. In einem Blogeintrag vom 16. September 2007 schreibt Gregory Spawton: „Wir haben Songs aufgenommen für unser nächstes Album, English Electric.“ Das nächste Album wurde dann aber The Underfall Yard benannt. Von der Idee für den Albennamen bis zur Veröffentlichung von English Electric Part One brauchte es demnach mehr als fünf Jahre. Aufgrund des Erfolgs von The Underfall Yard und Far Skies Deep Time entschied sich die Band nicht nur auf „English Electric Recordings“ zu veröffentlichen, sondern schloss einen Kooperationsvertrag mit dem Label „Giant Electric Pea“.

## Inhalt
Viele der Songs sind eine Erkundung der englischen Landschaft und der Gemeinschaften von Männern und Frauen, die auf oder unter dem Land arbeiten und Englands Gesicht geprägt haben. Eine zentrale Figur des Albums ist David Longdons „Uncle Jack“, ein Kohlebergmann, der die Natur liebte und viel Zeit damit verbrachte, mit seinem Hund durch die Knicks zu spazieren. Er verbindet die Songs, die unter der Erde oder an anderen dunklen Plätzen angesiedelt sind, mit den Landschaftssongs. Es ist jedoch kein Konzeptalbum.
The First Rebreather handelt vom Bau des Severn-Tunnels. Der Tunnel wurde durch eine unterirdische Quelle, „The Great Spring“ genannt, überflutet und musste durch einen Taucher, dessen normales Equipment dafür nicht geeignet war, abgedichtet werden. So kam es zum Einsatz des ersten Rebreathers. Musikalisch baut der Song hauptsächlich auf Dave Gregorys Gitarrenriffs und Andy Tillisons Orgelspiel auf. Gregory Spawton hat Referenzen zur Band The Divine Comedy eingearbeitet.
Uncle Jack hatte als Bergmann sehr viel Zeit unter Tage verbracht, so dass er seine Freizeit an der Oberfläche wirklich zu schätzen wusste, und oft die Natur, besonders die Hedgerows (Knicks), durchstreifte. In Gedanken an seinen Onkel und inspiriert von Songs wie My Friend The Sun (Family) und Ooh La La (Faces) hat David Longdon diesen Song auf einem Banjo komponiert.
Winchester From St Giles' Hill ist ein Stück über die historische Entwicklung Winchesters, anhand des Ausblicks vom St Giles' Hill. Gregory Spawton: „Ich bat Danny Manners um einen Klavierpart, der sich anhört wie ein Gebirgsbach der einen Abhang hinunterfließt. Aus diesem obskuren Wunsch wurde ein schönes Arrangement.“
Judas Unrepentant beschäftigt sich mit dem Restaurator und Kunstfälscher Tom Keating. Der Titel bezieht sich auf ein Rembrandt-Bild namens „Repentant Judas Returning the Pieces of Silver“ (Der reuige Judas). Dave Gregory gibt hier dem Gerichtsdiener seine Stimme.
In Summoned By Bells geht es um die Erinnerungen von Greg Spawtons Mutter an ihre Kindheit in Highfields (Leicestershire) und eine Reise dorthin.
Upton Heath ist eine Gegend in Dorset, wo Greg Spawton gerne spazieren geht. David Longdon hat versucht, dem Song ein „Lagerfeuergefühl“ zu geben. Dave Gregory spielt Banjo, Danny Manners Kontrabass.
Der Titel des Songs A Boy In Darkness basiert auf der Novelle „Boy in Darkness“ von Mervyn Peake, hat mit deren Inhalt jedoch nichts zu tun. Das Stück ist dreigeteilt. Der erste Teil beschäftigt sich mit Kinderarbeit in den Kohleminen des 19. Jahrhunderts. Thema des dritten Teils ist das Leid von Kindern, die von denjenigen verletzt oder gar getötet werden, denen sie anvertraut sind. Der zweite Teil ist ein Instrumentalpart, der die anderen beiden Teile verbindet.
Hedgerow greift noch einmal Uncle Jacks Spaziergänge auf, und stellt dessen Leben ober- und unterhalb der Erde gegenüber. Die Beatles-artige Coda wird besonders durch das Kornett von Ben Godfrey betont.

## Die Musiker

### Die Band
- Gregory Spawton: E-Bass, E-Gitarre, Moog, Begleitgesang, Keyboards, Mandoline, Akustische Gitarre
- Andy Poole: Begleitgesang, Akustische Gitarre, Keyboards, Mandoline, Bariton Bee (tiefes Summen)
- David Longdon: Gesang, Querflöte, Vibraphon, Tamburin, Banjo, Akkordeon, Melodica, Keyboards, Akustische Gitarre, Mandoline, Birds and Bees (Zwitschern und Summen)
- Dave Gregory: E-Gitarren, Banjo, Mellotron, die Stimme des Gerichtsdieners in Judas Unrepentant
- Nick D’Virgilio: Schlagzeug, Begleitgesang

### Gastmusiker
- Abigail Trundle: Violoncello
- Andy Tillison: Orgel, Moog, Keyboards
- Ben Godfrey: Kornett, Trompete, Piccolotrompete
- Danny Manners: Klavier, Kontrabass
- Daniel Steinhardt: E-Gitarre
- Dave Desmond: Posaune
- Eleanor Gilchrist: Violine
- Geraldine Berreen: Violine
- Jan Jaap Langereis: Blockflöten
- Jon Truscott: Tuba
- John Storey: Euphonium, Posaune
- Lily Adams: Begleitgesang
- Martin Orford: Begleitgesang
- Rachel Hall: Violine
- Sue Bowran: Violine
- Teresa Whipple: Bratsche
- Verity Joy: Begleitgesang
- Violet Adams: Begleitgesang

## Titelliste
1. The First Rebreather – 08.32
2. Uncle Jack – 03.49
3. Winchester From St Giles' Hill – 07.16
4. Judas Unrepentant – 07.18
5. Summoned By Bells – 09.17
6. Upton Heath – 05.39
7. A Boy In Darkness – 08.03
8. Hedgerow – 08.52

## Kritiken
„Seit zwei Jahren schon betrachtete ich “The Underfall Yard” als DIE definitive Scheibe des Rocks der letzten zwanzig Jahre. Sie steht in einer Linie mit den besten der frühen Yes und den späten Talk Talk. [...] Aber, als ich die Promoversion von "English Electric Part I" hörte, nochmal und immer wieder hörte, musste ich von dieser Einschätzung Abstand nehmen. Nichts konnte jemals “Fragile” toppen, “Close to the Edge” tat es. Nichts konnte jemals besser sein als “The Colour of Spring”, aber “Spirit of Eden” war es. Nichts konnte die Qualität und Schönheit von “The Underfall Yard” überbieten, “English Electric” hat es getoppt.“

„This is essential for any lover of good music.“

„Big Big Train – The now Anglo-American prog collective just keep on getting better and better. English Electric Pt. 1 is all the proof you’ll need!“

„Wundervoll entspannte (im besten Wortsinne, nicht langweilig, sondern eben entspannt, man muss sich nichts durch Frickel-Höchstleistungen beweisen), symphonische Musik schallt aus den Boxen. Dabei agieren die Engländer mit typisch britischem Understatement und zelebrieren sozusagen die Landadels-Version des Progressive Rock.“

„“English Electric (Part One)” is a fine album full of beautiful melodies and vocal harmonies. The album is a delicate mix of symphonic/progressive rock and influences of the Canterbury scene with often a classical touch. With “English Electric (Part One)” the band follows the chosen path of “Underfall Yard” and refines the typical English atmosphere that shines through the music. In a delicate way the string ensemble and brass band is integrated into the music. Well done, Big Big Train has outdone itself!“

„Stelle Dir eine Stimme zwischen Phil Collins und Gary More vor. Stelle Dir Harmonien und Melodien vor, die nach Transatlantic, Genesis und The Flower Kings klingen. Stelle Dir vor die Gruppe wäre von Musikern einer anderen musikalischen Herkunft umgeben, mit Cello, Viola, Banjo, Mandoline, Akkordeon, Tuba usw...  [...]  dieses Album wird eine Referenz in der Welt des Progressive Rock sein. English Electric Part Two wird mit großer Ungeduld erwartet werden!“

„Es ist zwar immer noch ein wenig schade, dass der auf „The Difference Machine“ (dem eigenständigsten Album von Big Big Train) eingeschlagene Weg, mit seinem moderneren, fusionbeeinflußteren Prog-Sound, wieder verlassen wurde, zugunsten eines Genesis-inspirierten Retro-Prog-Sounds. Dieses spielt sich jedoch auf sehr hohem Niveau ab und die Musik von BBT macht einfach Riesenspaß. Einzigartig wird das Album dann doch wieder durch das feine Zusammenspiel der Akteure gerade im instrumentalen Bereich. Das typische multi-instrumentale Spiel von Big Big Train mit Mellotron, Trompete, Flöte, Viola, Cello und und und ist schon etwas besonderes.“

## Cover
Die Fotografien auf Cover und Booklet sind von Matt Sefton im County Durham bei der Tanfield Railway gemacht worden. Big Big Train haben ein Bild von ihm auf Flickr entdeckt, das Matt Sefton so beschrieben hatte: „English Electric: Side panel of a railway crane, Tanfield Railway sidings, County Durham. Great name for a band and an album cover - if it doesn't exist already, I'm claiming it!“. Gregory Spawton reagierte mit einem Kommentar zu dem Bild: „My band is working on an album called English Electric at the moment. We're prog / post rock. Great pictures, thanks for uploading them.“ So kamen Band und Fotograf in Kontakt. Die Bilder zur CD entstammen der Fotosammlung „Tanfield Railway, Co. Durham“ von Matt Sefton.